# إيدا كاري
إيدا كاري (بالإنجليزية: Ida Harriet Carey)‏ هي مُدرسة وفنانة نيوزيلندية، ولدت في 3 أكتوبر 1891، وتوفيت في 23 أغسطس 1982.